# Super Copa São Paulo de Futebol Americano 2013
A Super Copa Paulista de Futebol Americano – Série A, organizada pela Federação de Futebol Americano de São Paulo (FeFASP), principal competição da região sudeste do país, passou os limites estaduais nessa edição, tornando-se interestadual. A competição começou dia 02 de março contando com a participação de 16 times divididos em duas conferências separadas em duas divisões.
Jogam todos contra todos, dentro de suas divisões e mais 2 jogos entre times de mesma conferência, mas de outra divisão já decididos em sorteio, completando assim um total de 5 jogos na temporada regular. Classificam-se os dois primeiros de cada divisão para as quartas de final, as quartas de final e as semifinais serão disputadas em rodada dupla, tendo a final no dia 10 de junho de 2013.

## Participantes
- Avaré Mustang (Avaré)
- Botafogo Challengers (Ribeirão Preto)
- Cougars Football (São Caetano)
- Corinthians Steamrollers (São Paulo)
- Jundiaí Ocelots (Jundiaí)
- Leme Lizards (Leme)
- Limeira Tomahawk (Limeira)
- Osasco Soldiers (Osasco)
- Palestra Corsários (São Bernardo)
- Paulínia Mavericks (Paulínia)
- Lusa Lions (São Paulo)
- Pouso Alegre Gladiadores (Pouso Alegre)
- Santos Tsunami (Santos)
- São Paulo Saints (São Paulo)
- Sorocaba Nemesis (Sorocaba)
- Vinhedo Lumberjacks (Vinhedo)

## Classificação por Divisão

### Conferência Brasil
| 1 | Vinhedo Lumberjacks      | 5 | 5 | 0 | 0 | 1.0 | 112 | 34  | 78  |
| 2 | Paulínia Mavericks       | 5 | 3 | 2 | 0 | 0.6 | 90  | 62  | 28  |
| 3 | Jundiaí Ocelots          | 5 | 2 | 3 | 0 | 0.4 | 34  | 74  | -40 |
| 4 | Pouso Alegre Gradiadores | 5 | 2 | 3 | 0 | 0.4 | 44  | 119 | -75 |

| 1 | Botafogo Challengers | 5 | 5 | 0 | 0 | 1.0 | 306 | 18  | 288  |
| 2 | Leme Lizards         | 5 | 2 | 3 | 0 | 0.4 | 56  | 147 | -91  |
| 3 | Avaré Mustangs       | 5 | 1 | 4 | 0 | 0.2 | 81  | 136 | -55  |
| 4 | Limeira Tomahawk     | 5 | 0 | 5 | 0 | 0   | 58  | 191 | -133 |

| 02 de março | Pouso Alegre Gradiadores | 10 – 7 | Leme Lizards | Leme Week: 1 |
|             |                          |        |              |              |

| 02 de março | Botafogo Challengers | 39 – 0 | Jundiaí Ocelots | Leme Week: 1 |
|             |                      |        |                 |              |

| 03 de março | Vinhedo Lumberjacks | 30 – 14 | Avaré Mustang | Paulínia Week: 1 |
|             |                     |         |               |                  |

| 03 de março | Paulínia Maverics | 40 – 06 | Limeira Tomahawk | Paulínia Week: 1 |
|             |                   |         |                  |                  |

| 16 de março | Avaré Munstangs | 6 – 49 | Botafogo Challengers | Avaré Week: 2 |
|             |                 |        |                      |               |

| 16 de março | Pouso Alegre Gladiadores | 0 – 16 | Vinhedo Lumberjacks | Pouso Alegre Week: 2 |
|             |                          |        |                     |                      |

| 17 de março | Leme Lizards | 17 – 14 | Limeira Tomahawk | Jundiaí Week: 2 |
|             |              |         |                  |                 |

| 17 de março | Paulínia Mavericks | 6 – 7 | Jundiaí Ocelots | Jundiaí Week: 2 |
|             |                    |       |                 |                 |

| 6 de abril | Vinhedo Lumberjack | 32 – 6 | Limeira Tomahawk | Vinhedo Week: 3 |
|            |                    |        |                  |                 |

| 6 de abril | Pouso Alegre Gladiadores | 0 – 60 | Botafogo Challengers | Vinhedo Week: 3 |
|            |                          |        |                      |                 |

| 7 de abril | Paulínia Mavericks | 12 – 4 | Leme Lizards | Jundiaí Week: 3 |
|            |                    |        |              |                 |

| 7 de abril | Jundiaí Ocelots | 9 – 6 | Avaré Mustangs | Jundiaí Week: 3 |
|            |                 |       |                |                 |

| 20 de abril | Avaré Mustangs | 20 – 22 | Leme Lizards | Leme Week: 4 |
|             |                |         |              |              |

| 20 de abril | Botafogo Challengers | 67 – 6 | Limeira Tomahawk | Leme Week: 4 |
|             |                      |        |                  |              |

| 20 de abril | Pouso Alegre Gladiadores | 13 – 10 | Jundiaí Ocelots | Pouso Alegre Week: 4 |
|             |                          |         |                 |                      |

| 21 de abril | Paulínia Mavericks | 6 – 24 | Vinhedo Lumberjacks | Paulínia Week: 4 |
|             |                    |        |                     |                  |

| 4 de maio | Avaré Mustangs | 35 – 26 | Limeira Tomahawk | Limeira Week: 5 |
|           |                |         |                  |                 |

| 4 de maio | Botafogo Challengers | 91 – 6 | Leme Lizards | Limeira Week: 5 |
|           |                      |        |              |                 |

| 5 de maio | Paulínia Mavericks | 26 – 21 | Pouso ALegre Gladiadores | Vinhedo Week: 5 |
|           |                    |         |                          |                 |

| 5 de maio | Vinhedo Lumberjacks | 10 – 8 | Jundiaí Ocelots | Vinhedo Week: 5 |
|           |                     |        |                 |                 |

### Conferência Adler
|-
!colspan="20" bgcolor=#B8860B|Divisão Metropolitana 1
|-
!colspan="2" bgcolor=#ffe5b4|Equipes
!width="20" bgcolor=#ffe5b4 align="center"|J
!width="20" bgcolor=#ffe5b4 align="center"|V
!width="20" bgcolor=#ffe5b4 align="center"|D
!width="20" bgcolor=#ffe5b4 align="center"|E
!width="20" bgcolor=#ffe5b4 align="center"|%
!width="20" bgcolor=#ffe5b4 align="center"|PP
!width="20" bgcolor=#ffe5b4 align="center"|PC
!width="20" bgcolor=#ffe5b4 align="center"|S
|-
!bgcolor=#9ACD32 align="center"|1
|bgcolor=#f5f5dc| Corinthians Steamrollers
|bgcolor=#f5f5dc align="center"|5
|bgcolor=#f5f5dc align="center"|5
|bgcolor=#f5f5dc align="center"|0
|bgcolor=#f5f5dc align="center"|0
|bgcolor=#f5f5dc align="center"|1.0
|bgcolor=#f5f5dc align="center"|241
|bgcolor=#f5f5dc align="center"|15
|bgcolor=#f5f5dc align="center"|226
|-
!bgcolor=#9ACD32 align="center"|2
|bgcolor=#f5f5dc| Lusa Lions
|bgcolor=#f5f5dc align="center"|5
|bgcolor=#f5f5dc align="center"|3
|bgcolor=#f5f5dc align="center"|2
|bgcolor=#f5f5dc align="center"|0
|bgcolor=#f5f5dc align="center"|0.6
|bgcolor=#f5f5dc align="center"|127
|bgcolor=#f5f5dc align="center"|41
|bgcolor=#f5f5dc align="center"|86
|-
!bgcolor=#DCDCD align="center"|3
|bgcolor=#f5f5dc| Santos Tsunami
|bgcolor=#f5f5dc align="center"|5
|bgcolor=#f5f5dc align="center"|3
|bgcolor=#f5f5dc align="center"|2
|bgcolor=#f5f5dc align="center"|0
|bgcolor=#f5f5dc align="center"|0.6
|bgcolor=#f5f5dc align="center"|98
|bgcolor=#f5f5dc align="center"|56
|bgcolor=#f5f5dc align="center"|42
|-
!bgcolor=#DCDCD align="center"|4
|bgcolor=#f5f5dc| Sorocaba Nemesis
|bgcolor=#f5f5dc align="center"|5
|bgcolor=#f5f5dc align="center"|3
|bgcolor=#f5f5dc align="center"|2
|bgcolor=#f5f5dc align="center"|0
|bgcolor=#f5f5dc align="center"|0.6
|bgcolor=#f5f5dc align="center"|90
|bgcolor=#f5f5dc align="center"|64
|bgcolor=#f5f5dc align="center"|26
|-
| 1 | Palestra Corsários | 4 | 3 | 1 | 0 | 0.75 | 67 | 112 | -45  |
| 2 | Cougars Football   | 5 | 2 | 3 | 0 | 0.4  | 42 | 109 | -67  |
| 3 | Osasco Soldiers    | 5 | 1 | 4 | 0 | 0.2  | 38 | 146 | -108 |
| 4 | São Paulo Saints   | 5 | 0 | 5 | 0 | 0    | 12 | 175 | -163 |

| 9 de março | ABC Corsários | 13 – 9 | Osasco Soldiers | Osasco Week: 1 |
|            |               |        |                 |                |

| 9 de março | Sorocaba Nemesis | 0 – 13 | Santos Tsunami | Osasco Week: 1 |
|            |                  |        |                |                |

| 10 de março | São Caetano Cougars | 20 – 0 | São Paulo Saints | Tatuí Week: 1 |
|             |                     |        |                  |               |

| 10 de março | Portuguesa Lions | 0 – 35 | Corinthians Steamrollers | Tatuí Week: 1 |
|             |                  |        |                          |               |

| 23 de março | ABC Consários | 27 – 6 | São Paulo Saints | Osasco Week: 2 |
|             |               |        |                  |                |

| 23 de março | São Caetano Cougars | 15 – 9 | Osasco Soldiers | Osasco Week: 2 |
|             |                     |        |                 |                |

| 24 de março | Santos Tsunami | 15 – 41 | Corinthians Steamrollers | Jundiai Week: 2 |
|             |                |         |                          |                 |

| 24 de março | Portuguesa Lions | 2 – 3 | Sorocaba Nemesis | Jundiai Week: 2 |
|             |                  |       |                  |                 |

| 14 de abril | Corinthians Steamrollers | 83 – 0 | Osasco Soldiers | Santos Week: 3 |
|             |                          |        |                 |                |

| 14 de abril | São Caetano Cougars | 0 – 38 | Santos Tsunami | Santos Week: 3 |
|             |                     |        |                |                |

| 27 de abril | Corinthians Steamrollers | 28 – 0 | Sorocaba Nemesis | Sorocaba Week: 4 |
|             |                          |        |                  |                  |

| 01 de maio | Portuguesa Lions | 15 – 3 | Santos Tsunami | Caieiras Week: 4 |
|            |                  |        |                |                  |

| 28 de abril | ABC Corsários | 13 – 0 | São Caetano Cougars | São Bernardo Week: 4 |
|             |               |        |                     |                      |

| 28 de abril | Osasco Soldiers | 20 – 6 | São Paulo Saints | São Bernardo Week: 4 |
|             |                 |        |                  |                      |

| 11 de maio | ABC Corsários | 0 – 59 | Portuguesa Lions | Osasco Week: 5 |
|            |               |        |                  |                |

| 11 de maio | São Caetano Cougars | 7 – 49 | Sorocaba Nemesis | Osasco Week: 5 |
|            |                     |        |                  |                |

| 12 de maio | Santos Tsunami | 29 – 0 | Osasco Soldiers | Osasco Week: 5 |
|            |                |        |                 |                |

| 12 de maio | Corinthians Steamrollers | 54 – 0 | São Paulo Saints | Osasco Week: 5 |
|            |                          |        |                  |                |

| 18 de abril | ABC Corsários | 14 - 38 | Sorocaba Nemesis | Guarulhos Week: 3 (Adiado do dia 13/04 devido a chuva) |
|             |               |         |                  |                                                        |

| 18 de abril | Portuguesa Lions | 51 - 0 | São Paulo Saints | Guarulhos Week: 3 (Adiado do dia 13/04 devido a chuva) |
|             |                  |        |                  |                                                        |

## Fases Finais
|  | Quartas-de-final | Quartas-de-final     | Quartas-de-final   |                 |                      | Semifinais | Semifinais | Semifinais |  |  | Final | Final                | Final |
|  |                  |                      |                    |                 |                      |            |            |            |  |  |       |                      |       |
|  |                  | Botafogo Challengers | 73                 |                 |                      |            |            |            |  |  |       |                      |       |
|  |                  | Cougars Football     | 0                  |                 |                      |            |            |            |  |  |       |                      |       |
|  |                  | Cougars Football     | 0                  |                 | Botafogo Challengers | 34         |            |            |  |  |       |                      |       |
|  |                  |                      |                    |                 | Botafogo Challengers | 34         |            |            |  |  |       |                      |       |
|  |                  |                      | Paulínia Mavericks | 14              |                      |            |            |            |  |  |       |                      |       |
|  |                  | Palestra Corsários   | Paulínia Mavericks | 14              | 6                    |            |            |            |  |  |       |                      |       |
|  |                  | Palestra Corsários   |                    |                 | 6                    |            |            |            |  |  |       |                      |       |
|  |                  | Paulínia Mavericks   | 9                  |                 |                      |            |            |            |  |  |       |                      |       |
|  |                  |                      |                    |                 |                      |            |            |            |  |  |       | Botafogo Challengers | 0     |
|  |                  |                      |                    | C. Steamrollers | 17                   |            |            |            |  |  |       |                      |       |
|  |                  | Vinhedo Lumberjacks  | 19                 |                 |                      |            |            |            |  |  |       |                      |       |
|  |                  | Lusa Lions           | 16                 |                 |                      |            |            |            |  |  |       |                      |       |
|  |                  | Lusa Lions           | 16                 |                 | Vinhedo Lumberjacks  | 0          |            |            |  |  |       |                      |       |
|  |                  |                      |                    |                 | Vinhedo Lumberjacks  | 0          |            |            |  |  |       |                      |       |
|  |                  |                      | C. Steamrollers    | 55              |                      |            |            |            |  |  |       |                      |       |
|  |                  | C. Steamrollers      | C. Steamrollers    | 55              | 84                   |            |            |            |  |  |       |                      |       |
|  |                  | C. Steamrollers      |                    |                 | 84                   |            |            |            |  |  |       |                      |       |
|  |                  | Leme Lizards         | 0                  |                 |                      |            |            |            |  |  |       |                      |       |

### Quartas de Final
| 25 de maio | Vinhedo Lumberjacks | 19 – 16 | Portuguesa Lions | Vinhedo |
|            |                     |         |                  |         |

| 25 de maio | Corinthians Steamrollers | 84 – 0 | Leme Lizards | Leme |
|            |                          |        |              |      |

| 26 de maio | Palestra Corsários | 6 – 9 | Paulínia Mavericks | Leme |
|            |                    |       |                    |      |

| 26 de maio | Botafogo Challengers | 73 – 0 | Cougars Football | Ribeirão Preto |
|            |                      |        |                  |                |

### Semi Final
| 2 de junho | Botafogo Challengers | 34 – 14 | Paulínia Mavericks | Leme |
|            |                      |         |                    |      |

| 2 de junho | Corinthians Steamrollers | 55 – 0 | Vinhedo Lumberjacks | Leme |
|            |                          |        |                     |      |

### Final
| 9 de junho | Botafogo Challengers | 0 – 17 | Corinthians Steamrollers | Leme |
|            |                      |        |                          |      |